# Slitu (przystanek kolejowy)
Slitu – kolejowy przystanek osobowy w Slitu, w regionie Østfold w Norwegii, jest oddalony od Oslo Sentralstasjon o 59,33 km i 35,22 km od Ski. 

## Ruch pasażerski
Należy do linii Østfoldbanens østre linje. Jest elementem - kolei aglomeracyjnej w Oslo - w systemie SKM ma numer  560.  Obsługuje Rakkestad, Mysen, Ski i Oslo Sentralstasjon i Skøyen. Pociągi odjeżdżają co godzinę. Jest to ich jedyne miejsce zatrzymania między Oslo i Ski.

## Obsługa pasażerów
Wiata, parking rowerowy. Odprawa podróżnych w pociągu.